# Volodymyr Jemec'
Volodymyr Oleksandrovyč Jemec' (in ucraino Володимир Олександрович Ємець?; in russo Владимир Александрович Емец?, Vladimir Aleksandrovič Emec, angl. Vladimir Alexandrovich Yemets; 3 aprile 1937 – 9 novembre 1987) è stato un calciatore e allenatore di calcio sovietico, di ruolo difensore.

## Carriera
Nel 1956 e nel 1961 gioca per il Dnepr, prima di trasferirsi al Kolos Nikopol' nel 1962. Due anni dopo conclude la sua carriera.
Nel 1981 la dirigenza del Dnepr gli affida il comando della prima squadra assieme a Hennadij Žyzdyk: Jemec' non delude le aspettative vincendo il campionato sovietico del 1983, la Progress Cup nello stesso anno - premio assegnato da un giornale di Kiev alla squadra che avesse compiuto la miglior progressione rispetto al campionato precedente: il Dnepr vinse il titolo del 1983 dopo aver raggiunto il nono posto nel 1982 -, e sempre nel 1983 sfiora la vittoria in Supercoppa dove è lo Šachtar a trionfare 3-2 nel doppio confronto. Nel 1986 la coppia Jemec'-Žyzdyk vince la prima edizione della Coppa della federazione sovietica sconfiggendo per 2-0 lo Zenit. È l'ultimo titolo per Jemec' e Žyzdyk che ha fine stagione lasciano l'incarico. Nel 1987 Jemec' allena lo Zimbru Chişinău.

## Palmarès

### Club

#### Competizioni nazionali
- Vysšaja Liga: 1

Dnepr: 1983
- Kubok Federacii SSSR: 1

Dnepr: 1986